# Рдб (Верона)
Рдб (итал. Rdb) је насеље у Италији у округу Верона, региону Венето.
Према процени из 2011. у насељу је живело 11 становника. Насеље се налази на надморској висини од 25 м.